# Albrandswaard
Albrandswaard este o comună în provincia Olanda de Sud, Țările de Jos. Comuna este situată în aglomerația orașului Rotterdam.

## Localități componente
Poortugaal, Rhoon.